# 霊丘県
霊丘県（れいきゅう-けん）は中華人民共和国山西省大同市に位置する県。

## 歴史
前漢により設置された。後漢により廃止されたが、南北朝時代に北魏により再設置され、隋末に再廃止されたが、唐朝が成立すると623年（武徳6年）に再設置された。金代になると1214年（貞祐2年）に蔚州に昇格したが、元代により霊丘県に降格している。
1949年から1952年までは察哈爾省の管轄とされていた。

## 行政区画
- 鎮:武霊鎮、東河南鎮、上寨鎮
- 郷:落水河郷、趙北郷、石家田郷、柳科郷、白崖台郷、紅石塄郷、下関郷、独峪郷

## 名所
- 覚山寺
- 平型関戦役遺跡
- 柳科堡
- 鄧峰寺
- 牛帮口長城
- 蕎麦茬長城
- 趙武霊王墓
- 霊丘県博物館